# 가우리가
가우리가(Gauliga)는 1933년부터 1945년까지 독일 축구 리그 시스템에 존재했던 최상위 리그이다. 리그는 1933년 마흐터그라이풍 이후 권력을 장악한 나치 독일의 스포츠 협회에 의해 도입되었다.

## 명칭
"가우리가(Gauliga)"라는 명칭은 독일어로 주, 지역을 뜻하는 "가우(gau)"와 리그를 뜻하는 "리가(liga)"가 합쳐진 것으로, 복수형은 "가우리겐(Gauligen)"이다. 나치 독일 시절의 명칭이기 때문에 독일 축구계에서 가우리가라는 명칭은 현재 사용되지 않고 있으나 기계 체조나 피스트볼 같은 종목의 경우에는 여전히 가우리가를 운영하고 있다.

## 개요
가우리가는 1933년 기존에 존재하던 바이마르 공화국의 베지르크스리가를 대체하기 위해 설립되었다. 나치는 처음에 16개의 지역 가우리가를 운영했으며, 그 중 일부는 그룹으로 세분화되었다. 가우리가의 도입은 글라이히샬퉁 과정의 일환이었고, 이로써 나치는 국내 행정을 완전히 개편시켰다. 가우리가는 주로 새로운 지역구분을 따라 형성되었으며 프로이센이나 바이에른과 같은 전통적인 독일의 주를 대신해 국가를 잘 통제할 수 있도록 설계되었다.
1935년 자를란트가 독일로 재편입되면서 국가와 리그가 확장되기 시작했다. 공격적인 확장 정책과 더불어 제2차 세계대전을 통해 독일은 규모면에서 크게 성장했다. 새롭게 추가되거나 탈환된 영토가 제3제국에 통합되었고 이렇게 새롭게 통합된 지역에도 가우리가가 설립되기 시작했다.
제2차 세계대전이 발발한 후에도 리그는 계속 진행되었지만 많은 독일 선수들이 독일군으로 징용되었기 때문에 대회의 규모는 축소되었다. 대부분의 가우리가들은 이동 소요를 줄이기 위해 소그룹으로 나뉘었고, 전쟁이 진행됨에 따라 점차 어려워져갔다.
많은 클럽들이 선수 부족으로 인하여 전쟁 협회를 합병하거나 창설해야 했다. 대회는 가용 가능한 선수가 어디에 있는지 매주 변동됨에 따라 점차 결함을 띠기 시작했다.
마지막 시즌인 1944-45시즌에는 이미 독일의 많은 지역이 연합군의 지배하에 있었고, 1945년 5월 8일 독일의 무조건 항복으로 모든 스포츠 대회가 중단되었으며 가우리가의 공식 경기는 4월 23일에 끝나게 되었다.

## 여파
일부 지역에서는 1947년이 되어서 축구 대회를 재개하기 시작했으며, 나치 독일의 붕괴 직후 독일 남부 지방에서는 최상위 리그가 형성되었다. 새로운 오버리가는 독일에 남아있던 여섯 개의 리그가 점차적으로 형성되면서 1945년부터 가우리가를 대체하게 되었다.
- 오버리가 쥐트, 1945년 설립
- 오버리가 쥐트베스트, 1945년 설립

- 오버리가 베를린, 1945년 설립
- 오버리가 노르트, 1947년 설립
- 오버리가 베스트, 1947년 설립

- DDR 오버리가, 1949년 설립(1991년 독일 통일로 인해 해체)

## 독일 챔피언십

### 가우리가 시스템의 독일 챔피언십 결승전
| 연도   | 우승 팀          | 준우승 팀           | 경기결과                | 경기일자                       | 경기장소 | 관중 수   |
| ------ | ---------------- | ------------------- | ----------------------- | ------------------------------ | -------- | --------- |
| 1944년 | 드레스드너 SC    | LSV 함부르크        | 4-0                     | 1944년 6월 18일                | 베를린   | 70,000명  |
| 1943년 | 드레스드너 SC    | FV 자르브뤼켄       | 3-0                     | 1943년 6월 27일                | 베를린   | 80,000명  |
| 1942년 | FC 샬케 04       | 퍼스트 비엔나 FC    | 2-0                     | 1942년 7월 5일                 | 베를린   | 90,000명  |
| 1941년 | SK 라피트 빈     | FC 샬케 04          | 4-3                     | 1941년 6월 22일                | 베를린   | 95,000명  |
| 1940년 | FC 샬케 04       | 드레스드너 SC       | 1-0                     | 1940년 7월 21일                | 베를린   | 95,000명  |
| 1939년 | FC 샬케 04       | 아드미라 빈         | 9-0                     | 1939년 6월 18일                | 베를린   | 100,000명 |
| 1938년 | 하노버 96        | FC 샬케 04          | 3-3(연장전) 4-3(연장전) | 1938년 6월 26일 1938년 7월 3일 | 베를린   | 100,000명 |
| 1937년 | FC 샬케 04       | 1. FC 뉘른베르크    | 2-0                     | 1937년 6월 20일                | 베를린   | 100,000명 |
| 1936년 | 1. FC 뉘른베르크 | 포르투나 뒤셀도르프 | 2-1 aet                 | 1936년 6월 21일                | 베를린   | 45,000명  |
| 1935년 | FC 샬케 04       | VfB 슈투트가르트    | 6-4                     | 1935년 6월 23일                | 쾰른     | 74,000명  |
| 1934년 | FC 샬케 04       | 1. FC 뉘른베르크    | 2-1                     | 1934년 6월 24일                | 베를린   | 45,000명  |

### 가우리가 시스템의 독일 컵 결승전
| 연도   | 우승 팀          | 준우승 팀           | 경기결과    | 경기일자         | 경기장소     | 관중 수  |
| ------ | ---------------- | ------------------- | ----------- | ---------------- | ------------ | -------- |
| 1943년 | 퍼스트 비엔나 FC | LSV 함부르크        | 3-2(연장전) | 1943년 10월 31일 | 슈투트가르트 | 45,000명 |
| 1942년 | TSV 1860 뮌헨    | FC 샬케 04          | 2-0         | 1942년 10월 15일 | 베를린       | 80,000명 |
| 1941년 | 드레스드너 SC    | FC 샬케 04          | 2-1         | 1941년 10월 2일  | 베를린       | 65,000명 |
| 1940년 | 드레스드너 SC    | 1. FC 뉘른베르크    | 2-1(연장전) | 1940년 12월 1일  | 베를린       | 60,000명 |
| 1939년 | 1. FC 뉘른베르크 | SV 발트호프 만하임  | 2-0         | 1940년 4월 8일   | 베를린       | 60,000명 |
| 1938년 | SK 라피트 빈     | FSV 프랑크푸르트    | 3-1         | 1939년 1월 8일   | 베를린       | 38,000명 |
| 1937년 | FC 샬케 04       | 포르투나 뒤셀도르프 | 2-1         | 1938년 1월 9일   | 쾰른         | 72,000명 |
| 1936년 | VfB 라이프치히   | FC 샬케 04          | 2-1         | 1937년 1월 3일   | 베를린       | 70,000명 |
| 1935년 | 1. FC 뉘른베르크 | FC 샬케 04          | 2-0         | 1935년 1월 8일   | 뒤셀도르프   | 55,000명 |

## 가우리가 목록
- 가우리가 바덴 : 바덴 지역에서 시행되었다.. 1939년 다양한 수의 그룹으로 세분화되었다.
- 가우리가 바이에른 : 팔츠 지역을 제외한 바이에른 주에서 시행되었다. 1942년 남과 북 디비전으로 분리되었고 1944년 다섯 개의 그룹으로 다시 세분화되었다.
- 가우리가 베를린-브란덴부르크 : 1945년까지 프로이센 자유주의 일부였던 현재의 베를린과 브란덴부르크 주가 되는 지역에서 시행되었다. 1939-40시즌 두 그룹으로 세분화되었다.
- 가우리가 헤센 : 프랑크푸르트암마인(마인헤센) 지역을 제외하고 현재의 헤센 주가 되는 지역에서 시행되었다.. 1939년 다양한 수의 그룹으로 세분화되었고 1941년부터 가우리가 쿠어헤센으로 명칭이 변경되었다.
- 가우리가 미테 : 현재의 튀링겐 주와 작센안할트 주를 이루는 지역에서 시행되었다.. 1944년 지역적인 그룹으로 세분화되었다.
- 가우리가 미텔라인 : 프로이센 자유주에 속해있던 미텔라인과 라인란트 지역에서 시행되었다. 1941년 이후 가우리가 쾰른-아헨과 가우리가 모젤란트로 분리되었다.
- 가우리가 니더라인 : 니더라인 지역에서 시행되었다.
- 가우리가 니더작센 : 현재의 니더작센 주와 브레멘 주를 이루는 지역에서 시행되었다. 1939년 두 개의 지역적 그룹으로 분리되었고 1942년 가우리가 베이저-엠스와 쥐트하노버-브라운슈바이크로 분리되었다.
- 가우리가 노르트마르크 : 현재 함부르크와 슐레스비히홀슈타인 주, 그리고 메클렌부르크포어포메른 주의 서쪽 지역을 구성하고 있는 지역에서 시행되었다. 1939-40시즌 두 개의 그룹으로 분리되었고 1942년부터 가우리가 함부르크와 슐레스비히홀슈타인으로 분리되었다.
- 가우리가 오스트프로이센 : 동프로이센과 단치히 자유시에서 두 개의 그룹으로 운영되다 1935년부터 네 개의 지역적 그룹으로 세분화되었다. 1939년 단일 디비전으로 합쳐졌다가 나치의 폴란드 침공으로 인해 단치히가 가우리가 단치히-베스트프로이센의 일부가 되었다. 1944년 폐지되었다.
- 가우리가 포메른 : 현재는 독일과 폴란드에 나뉘어 있는 포메라니아 지역에서 시행되었다.1937년까지는 동과 서 디비전으로 진행되었으며 1940년 다시 세분화되었다.
- 가우리가 작센 : 현재의 작센 주를 이루고 있는 지역에서 시행되었다. 1939-40시즌 두 그룹으로 나뉘었고 1944년 다시 일곱 개의 그룹으로 세분화되었다.
- 가우리가 실레시아 : 실레시아 지역에서 시행되었다. 1939-40시즌 두 그룹으로 나뉘었고 1941년부터 가우리가 니더실레시아와 오버실레시아로 재구분되었다.
- 가우리가 쥐트베스트/마인헤센 : 팔츠와 자를란트 주, 마인헤센(프랑크푸르트암마인) 지역에서 시행되었다. 1939년부터 두 개의 지역적 그룹으로 분리되었고 1941년 가우리가 헤센-나사우와 베스트마르크로 재구분되었다.
- 가우리가 베스트팔렌 : 베스트팔렌 지역에서 시행되었다. 1944년 세 개의 지역적 그룹으로 세분화되었다.
- 가우리가 뷔르템베르크 : 뷔르템베르크 지역에서 시행되었다. 1939-40시즌 두 개의 그룹으로 분리되었고 1944년 세 개의 그룹으로 세분화되었다.